# Alexander Riemann
Alexander Riemann (* 12. April 1992 in Mühldorf am Inn) ist ein ehemaliger deutscher Fußballspieler.

## Karriere

### Verein
Riemann wurde in der Saison 2008/09 mit dem VfB Stuttgart deutscher U17-Meister. Nach 10 Toren in 19 Spielen in der U17-Bundesliga-Staffel Süd/Südwest trug Riemann auch im Halbfinale der U17-Meisterschaftsendrunde 2008/09 gegen Borussia Mönchengladbach sowohl im Hin- als auch im Rückspiel mit je einem Tor zum Meistertitel der U17 des VfB bei und flog dabei im Rückspiel mit einer Gelb-Roten Karte vom Platz.
Am 30. April 2010 gab Riemann am 37. Spieltag der Saison 2009/10 für die zweite Mannschaft des VfB Stuttgart in der 3. Profi-Liga gegen die SpVgg Unterhaching sein Profidebüt. Am 15. Juni 2011 unterzeichnete Riemann beim VfB einen bis 2014 datierten Lizenzspielervertrag.
Zur Saison 2012/13 wechselte Alexander Riemann auf Leihbasis zum SV Sandhausen, der in der Vorsaison in die 2. Bundesliga aufgestiegen war. Am 5. August 2012 absolvierte Riemann am 1. Spieltag 2012/13 beim 1:1-Unentschieden gegen den FSV Frankfurt sein erstes Zweitligaspiel. Zur Saison 2014/15 wechselte er zum SV Wehen Wiesbaden. Zur Saison 2015/16 wechselte er zum österreichischen Zweitligisten FC Wacker Innsbruck.
Im Januar 2017 wechselte er zum Ligakonkurrenten LASK. Mit dem LASK stieg er 2017 in die Bundesliga auf.
Im August 2018 kehrte er nach Deutschland zurück und wechselte zum Drittligisten VfL Osnabrück, bei dem er einen bis Juni 2020 laufenden Vertrag erhielt. Riemann kam in der Saison 2018/19 verletzungsbedingt nach einer Meniskus-Operation nur auf drei Einsätze, er stieg mit dem VfL dennoch in die 2. Bundesliga auf. Anfang Januar 2020 löste er seinen Vertrag mit dem VfL einvernehmlich auf.
Ende Januar 2020 unterschrieb der Stürmer einen bis Saisonende gültigen Vertrag bei seinem in der Regionalliga Bayern spielenden Ausbildungsverein Wacker Burghausen.

### Nationalmannschaft
Riemann war bereits für mehrere deutsche Jugendnationalmannschaften im Einsatz. Nachdem er im November 2008 für die deutsche U17-Nationalmannschaft gegen Österreich sein Debüt gab verpasste Alexander Riemann die U17-Europameisterschaft 2009 wegen einer Verletzung.Mit der deutschen U18-Nationalmannschaft belegte er im Juli 2009 beim Milk Cup den dritten Platz. Dabei erzielte Riemann im Spiel um Platz 3 selbst einen Treffer. Für die U19-Nationalmannschaft von Deutschland debütierte Alexander Riemann am 8. Februar 2011 gegen England.

## Erfolge
VfL Osnabrück
- Meister der 3. Liga und Aufstieg in die 2. Bundesliga: 2019

## Familie
Alexander Riemann ist der Enkel von Hans Humpa und der Bruder des Torhüters Manuel Riemann.